# Davidita-(Y)
La davidita-(Y) és un mineral de la classe dels òxids que pertany al grup de la crichtonita. Rep el se nom en honor del professor Edgeworth David (1858-1934) i el seu contingut en itri. Actualment el mineral es troba desacreditat per la IMA.

## Característiques
La davidita-(Y) és un òxid de fórmula química hipotètica (La,Ce,Na,Ca,Pb)(Y,Fe2+,◻)(Fe2+,Mn2+)₂(Ti,Fe3+,Nb,Zr)18O38. Cristal·litza en el sistema trigonal.
Segons la classificació de Nickel-Strunz, la davidita-(Y) pertany a «04.CC: Òxids amb relació Metall:Oxigen = 2:3, 3:5, i similars, amb cations de mida mitjana i gran» juntament amb els següents minerals: cromobismita, freudenbergita, grossita, clormayenita, yafsoanita, latrappita, lueshita, natroniobita, perovskita, barioperovskita, lakargiïta, megawita, loparita-(Ce), macedonita, tausonita, isolueshita, crichtonita, davidita-(Ce), davidita-(La), landauïta, lindsleyita, loveringita, mathiasita, senaïta, dessauïta-(Y), cleusonita, gramaccioliïta-(Y), diaoyudaoïta, hawthorneïta, hibonita, lindqvistita, magnetoplumbita, plumboferrita, yimengita, haggertyita, nežilovita, batiferrita, barioferrita, jeppeïta, zenzenita i mengxianminita.

## Jaciments
La davidita-(Y) només ha estat trobada als monts Vishnevye, a l'óblast de Txeliàbinsk (Districte Federal dels Urals, Rússia).